# Honda FC
Honda FC (jap. ホンダFC Honda Efu Shī), właśc. Honda Motor Co., Ltd. Football Club (jap. 本田技研工業株式会社フットボールクラブ Honda Giken Kōgyō Kabushiki-gaisha Futtobōru Kurabu) – japoński klub piłkarski założony w 1971, z siedzibą w Hamamatsu, w prefekturze Shizuoka. W sezonie 1981 zadebiutował na pierwszym poziomie rozgrywkowym. Obecnie występuje w Japan Football League (4. poziom ligowy).

## Historia
Klub został powołany jako klub przyzakładowy Hondy pod nazwą Honda Motor Hamamatsu Soccer Club (jap. 本田技研工業浜松サッカー部 Honda Giken Kōgyō Hamamatsu Sakkā-Bu) w 1971. Dzięki osiąganym wynikom w niższych ligach, klub awansował do drugiej ligi w 1975, a następnie do pierwszej ligi w 1981. Zespół najbliżej tytułu był w sezonach 1985/1986 i 1990/1991, kiedy zajął trzecie miejsce. W 1991 dotarł również do finałów zarówno Pucharu Japan Soccer League, jak i Pucharu Koniki, ale oba finały przegrał. W latach 1990 i 1991 dotarł także do półfinałów Pucharu Cesarza. Klub pozostał na najwyższym szczeblu rozgrywek do 1992.
Na początku lat 90. klub rozważał możliwość przejścia na zawodowstwo i udziału w J.League. Zarząd postanowił połączyć się ze swoim siostrzanym klubem z Sayamy, a jako nową lokalizację wybrano Urawę. Jednak nie udało im się przekonać właściciela – Honda Motor, który nalegał, aby klub nadal był jedynie przyzakładowym i grał na amatorskim poziomie. W wyniku tej decyzji wielu zawodników opuściło klub. 
Honda FC, zajął miejsce w pierwszej dywizji nowo utworzonej Japan Football League (JFL) w 1992 i zajęli 9 miejsce na 10 możliwych, co skończyło się spadkiem do niższej dywizji. W 1993 drużynie udało się wywalczyć mistrzostwo niższej dywizji. Dwie dywizje JFL zostały połączone w 1994 i klub dołączył do ligi. 
Dwa lata później, w 1996, trenerem został Brazylijczyk Júlio Espinosa, a klub wygrał mistrzostwo JFL. Wskutek tego, klub po raz drugi starał się być przejść na zawodowstwo. Udało im się dołączyć do J.League, pod nową nazwą Acute Hamamatsu (jap. 急性浜松 Kyūsei Hamamatsu), jako członek stowarzyszony. Rozmowy o dołączeniu zostały zatrzymane, ze względu na stadion niespełniający wymogów. W odpowiedzi na to, w stadion zostało zainwestowane 5 miliardów jenów. Jednak w tamtym czasie w Japonii pojawił się kryzys finansowy, przez co w Hamamatsu, które jest przemysłowym miastem, wśród kibiców dominował negatywny obraz udziału Hondy w J.League. Z tego względu zarząd doszedł do wniosku, że był to „zły czas” na taką decyzję i wycofał się z tego pomysłu. Następnie, zgodnie z polityką centrali Hondy, liczba zawodowych graczy została zmniejszona, a zespół stopniowo zaczął się zmieniać w tzw. „kompletny zespół amatorski”, w którym wszyscy gracze również angażują się w biznes jako pracownicy Hondy. 
W 1999 JFL została zreorganizowana. Na tym szczeblu klub gra do tej pory.

## Przydomek
Chociaż klub jest jednym z najlepszych na poziomie amatorskim, to nie zamierza awansować do J.League z powodu wymaganej utraty wsparcia korporacyjnego, jako jedynego źródła finansowania. Honda FC stanowi dużą przeszkodę dla niezależnych klubów, które mają aspiracje do awansu i występów na wyższym poziomie. Aby osiągnąć ten cel, zespoły te muszą znaleźć się w pierwszej czwórce ligi. Honda FC bardzo często zajmuje jedno z tych miejsc, co sprawia, że wyzwanie jest jeszcze trudniejsze. Z tego powodu klub został nazwany przez kibiców innych klubów J-Strażnikiem (jap. Jへの門番 Jeihenomonban), którzy podchodzą do niego zarówno z szacunkiem, jak i z urazą.

## Stadion
Klub rozgrywa swoje mecze na Honda Miyakoda Soccer Stadium w Hamamatsu, w dzielnicy Kita. Stadion w obecnej formie, został otworzony w 1996. Posiada oświetlenie narożne oraz trybuny na wzór brytyjski (równo z murawą). Pojemność stadionu wynosi 2506 miejsc.

## Wyniki
Opracowano na podstawie: Honda FC i JFL.
| Liga    | Liga             | Liga | Liga | Liga    | Liga | Liga | Liga | Liga | Liga | Puchar Ligi | Puchar Cesarza |
| Sezon   | Nazwa            | Poz. | LK   | Miejsce | M    | Z    | R    | P    | Pkt  | Puchar Ligi | Puchar Cesarza |
| ------- | ---------------- | ---- | ---- | ------- | ---- | ---- | ---- | ---- | ---- | ----------- | -------------- |
| 1971    | Western Shizuoka |      |      | 1.      |      |      |      |      |      | –           | nz             |
| 1972    | Shizuoka         |      |      | 1.      |      |      |      |      |      | –           | nz             |
| 1973    | Tōkai            |      | 8    | 1.      | 14   | 12   | 1    | 1    | 25   | –           | R3             |
| 1974    | Tōkai            |      |      | 1.      | 13   | 9    | 3    | 1    | 21   | –           | R2             |
| 1975    | JSL, Div. 2      | 2    | 10   | 4.      | 18   | 10   | 2    | 6    | 22   | –           | nz             |
| 1976    | JSL, Div. 2      | 2    | 10   | 4.      | 18   | 6    | 9    | 3    | 21   | 1/4         | R1             |
| 1977    | JSL, Div. 2      | 2    | 10   | 7.      | 18   | 8    | 0    | 10   | 29   | 1/2         | R2             |
| 1978    | JSL, Div. 2      | 2    | 10   | 1.      | 18   | 14   | 0    | 4    | 57   | 1/4         | R2             |
| 1979    | JSL, Div. 2      | 2    | 10   | 4.      | 18   | 11   | 0    | 7    | 44   | R2          | R2             |
| 1980    | JSL, Div. 2      | 2    | 10   | 1.      | 18   | 13   | 2    | 3    | 28   | R1          | R2             |
| 1981    | JSL, Div. 1      | 1    | 10   | 6.      | 18   | 5    | 4    | 9    | 14   | 1/4         | R2             |
| 1982    | JSL, Div. 1      | 1    | 10   | 9.      | 18   | 4    | 6    | 8    | 14   | 1/4         | R1             |
| 1983    | JSL, Div. 1      | 1    | 10   | 8.      | 18   | 4    | 6    | 8    | 14   | 1/4         | 1/4            |
| 1984    | JSL, Div. 1      | 1    | 10   | 5.      | 18   | 7    | 5    | 6    | 19   | 1/2         | 1/4            |
| 1985–86 | JSL, Div. 1      | 1    | 12   | 3.      | 22   | 8    | 12   | 2    | 28   | 1/2         | R2             |
| 1986–87 | JSL, Div. 1      | 1    | 12   | 9.      | 22   | 6    | 8    | 8    | 20   | 1/2         | 1/2            |
| 1987–88 | JSL, Div. 1      | 1    | 12   | 8.      | 22   | 6    | 8    | 8    | 20   | 1/2         | 1/4            |
| 1988–89 | JSL, Div. 1      | 1    | 12   | 9.      | 22   | 7    | 6    | 9    | 27   | R2          | 1/4            |
| 1989–90 | JSL, Div. 1      | 1    | 12   | 6.      | 22   | 10   | 2    | 10   | 22   | R1          | R2             |
| 1990–91 | JSL, Div. 1      | 1    | 12   | 3.      | 22   | 10   | 8    | 4    | 38   | 1/2         | 1/2            |
| 1991–92 | JSL, Div. 1      | 1    | 12   | 10.     | 22   | 5    | 8    | 9    | 23   | srebro      | 1/2            |
| 1992    | JFL, Div. 1      | 2    | 10   | 9.      | 18   | 4    | 4    | 10   | 16   | –           | R2             |
| 1993    | JFL, Div. 2      | 3    | 10   | 1.      | 18   | 15   | 0    | 3    |      | –           | nz             |
| 1994    | JFL ('92–'98)    | 2    | 16   | 9.      | 30   | 12   | 0    | 18   |      | –           | nz             |
| 1995    | JFL ('92–'98)    | 2    | 16   | 7.      | 30   | 16   | 0    | 14   | 49   | –           | R1             |
| 1996    | JFL ('92–'98)    | 2    | 16   | 1.      | 30   | 25   | 0    | 5    | 75   | –           | R3             |
| 1997    | JFL ('92–'98)    | 2    | 16   | 4.      | 30   | 23   | 0    | 7    | 65   | –           | R3             |
| 1998    | JFL ('92–'98)    | 2    | 16   | 5.      | 30   | 19   | 0    | 11   | 54   | –           | R4             |
| 1999    | JFL              | 3    | 9    | 2.      | 24   | 18   | 1    | 5    | 50   | –           | R3             |
| 2000    | JFL              | 3    | 12   | 2.      | 22   | 17   | 0    | 5    | 49   | –           | R3             |
| 2001    | JFL              | 3    | 16   | 1.      | 30   | 22   | 5    | 3    | 71   | –           | R3             |
| 2002    | JFL              | 3    | 18   | 1.      | 17   | 13   | 2    | 2    | 41   | –           | R3             |
| 2003    | JFL              | 3    | 16   | 2.      | 30   | 21   | 4    | 5    | 67   | –           | R3             |
| 2004    | JFL              | 3    | 16   | 2.      | 30   | 19   | 5    | 6    | 62   | –           | R4             |
| 2005    | JFL              | 3    | 16   | 5.      | 30   | 17   | 5    | 8    | 56   | –           | R4             |
| 2006    | JFL              | 3    | 18   | 1.      | 34   | 26   | 5    | 3    | 83   | –           | R4             |
| 2007    | JFL              | 3    | 18   | 5.      | 34   | 16   | 10   | 8    | 58   | –           | 1/4            |
| 2008    | JFL              | 3    | 18   | 1.      | 34   | 22   | 8    | 4    | 74   | –           | R3             |
| 2009    | JFL              | 3    | 18   | 7.      | 34   | 13   | 12   | 9    | 51   | –           | R2             |
| 2010    | JFL              | 3    | 18   | 4.      | 34   | 18   | 5    | 11   | 59   | –           | R2             |
| 2011    | JFL              | 3    | 18   | 6.      | 34   | 15   | 7    | 11   | 52   | –           | nz             |
| 2012    | JFL              | 3    | 17   | 5.      | 32   | 16   | 5    | 11   | 53   | –           | nz             |
| 2013    | JFL              | 3    | 18   | 5.      | 34   | 14   | 11   | 9    | 53   | –           | nz             |
| 2014    | JFL              | 4    | 14   | 1.      | 26   | 16   | 5    | 5    | 53   | –           | nz             |
| 2015    | JFL              | 4    | 16   | 3.      | 30   | 21   | 5    | 4    | 68   | –           | nz             |
| 2016    | JFL              | 4    | 16   | 1.      | 30   | 18   | 7    | 5    | 61   | –           | 1/16           |
| 2017    | JFL              | 4    | 16   | 1.      | 30   | 21   | 7    | 2    | 70   | –           | R2             |
| 2018    | JFL              | 4    | 16   | 1.      | 30   | 25   | 4    | 1    | 79   | –           | R2             |
| 2019    | JFL              | 4    | 16   | 1.      | 30   | 19   | 6    | 5    | 63   | –           | 1/4            |
| 2020    | JFL              | 4    | 16   | 4.      | 15   | 5    | 7    | 3    | 22   | –           | 1/4            |

Legenda:
Liga: kolor pola oznacza zajęte miejsce, żółty – pierwsze, szary – drugie i brązowe – trzecie, kolor różowy oznacza spadek. Poz – poziom ligowy, LK – liczba klubów, M – mecze, Z – zwycięstwa, R – remisy, P – porażki, Pkt – punkty, Msc – miejsce zajęte na koniec sezonu
Puchar krajowy: nz – niezakwalifikowany, RW – runda wstępna, R1 – runda pierwsza, R2 – runda druga, R3 – runda trzecia, R4 – runda czwarta, 1/16 – jedna-szesnasta finału, 1/8 – jedna-ósma finału, 1/4 – ćwierćfinał, 1/2 – półfinał,  – finał,  – zdobywca

## Sukcesy
- Japan Football League
  - Mistrz (7): 2001, 2002, 2006, 2008, 2014, 2016, 2017, 2018
  - Wicemistrz (4): 1999, 2000, 2003, 2004
- Japan Football League ('92–'98)
  - Mistrz (1): 1996
- Japan Football League Division 2
  - Mistrz (1): 1993
- Japan Soccer League Division 2
  - Mistrz (2): 1978, 1980
- Puchar Konica
  - Finalista (1): 1991